# Eremo di San Bartolomeo in Legio
L'eremo di San Bartolomeo in Legio si trova su di uno sperone roccioso di circa 50 metri a 700 m s.l.m. nella Majella, nel comune di Roccamorice, a poca distanza dall'eremo di Santo Spirito a Majella.

## Storia
L'eremo è anteriore all'XI secolo e venne restaurato da Pietro dal Morrone, futuro papa Celestino V, intorno al 1250.
Qui vi si stabilì intorno al 1274 per almeno due anni, al ritorno del suo viaggio a Lione fatto per ottenere dal papa Gregorio X il riconoscimento della sua Congregazione dei celestini.

## Architettura

### Esterno

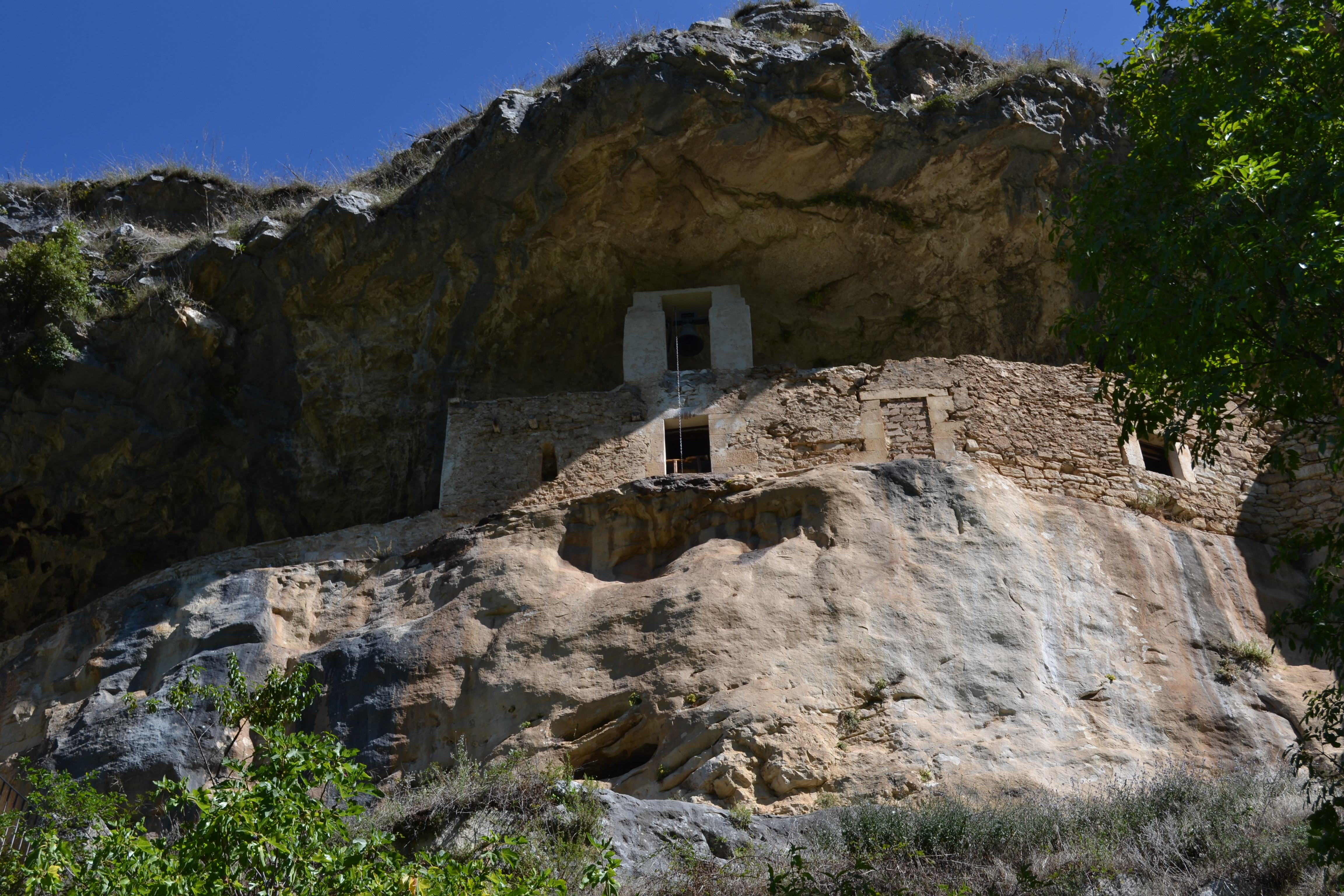
Eremo di San Bartolomeo in Legio

L'eremo è costituito da una cappella e da due vani scavati nella roccia destinati agli eremiti. L'accesso può avvenire tramite quattro differenti scale, scavate sempre nella roccia. Quella a nord è composta da 30 gradini mentre quella a sud è più lunga e irregolare. Ci sono poi due scale al centro della balconata, una delle quali detta Scala Santa. Lungo la balconata si trova una vasca per la raccolta dell'acqua piovana.
La facciata della chiesa presenta tracce di affreschi severamente danneggiati dalle intemperie e dalle iscrizioni che ne hanno graffiato la superficie. Il portale della chiesa è costituito da un semplice architrave in pietra.

### Interno

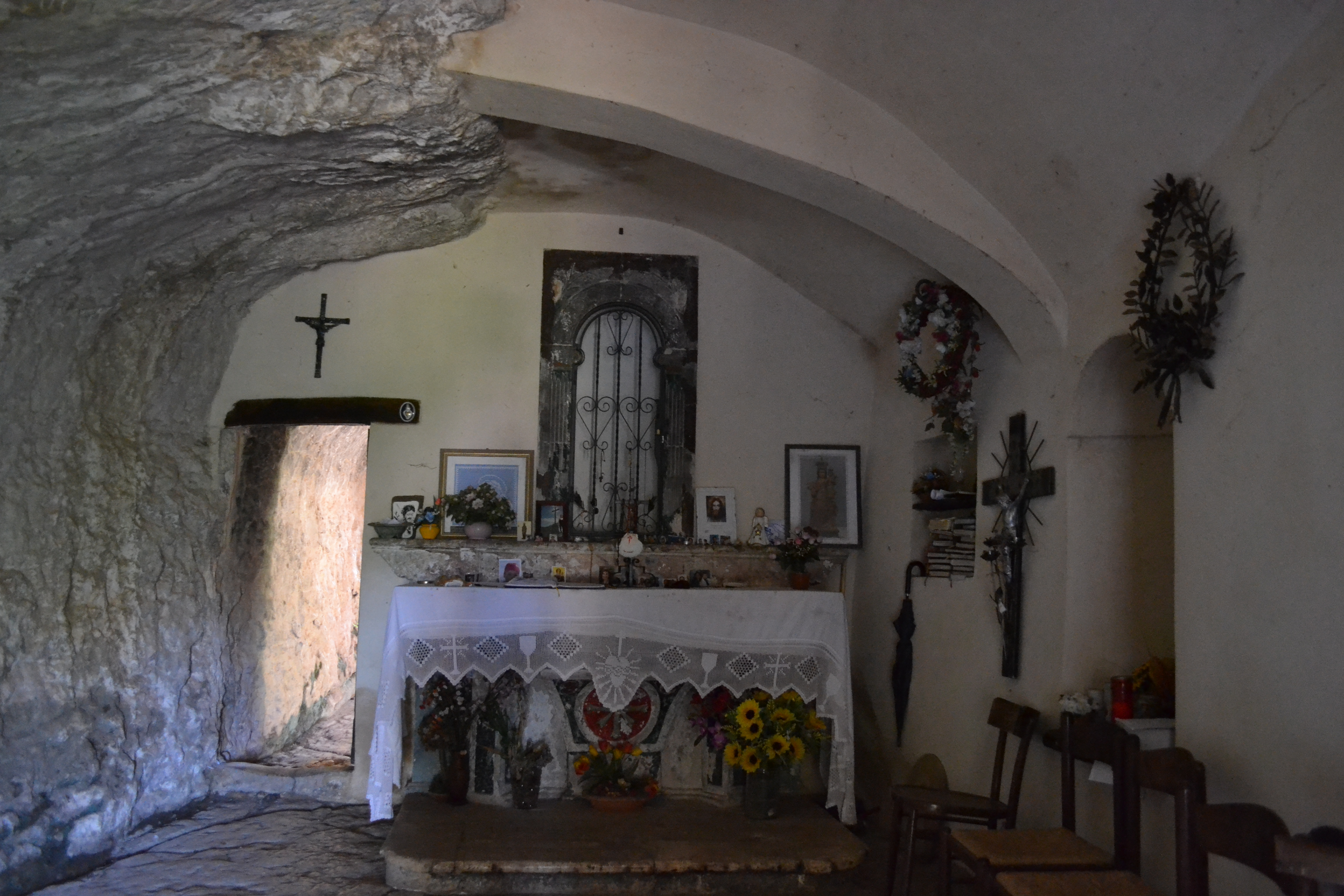
Interno dell'eremo di San Bartolomeo in Legio

L'interno della chiesa è rettangolare, con una lunghezza di 7,70 m e una larghezza minima di 3 m e  massima di 4 m. L'illuminazione è assicurata da una porta-finestra, mentre una seconda finestra è stata trasformata in una nicchia semicircolare.
La nicchia dell'altare ospita una statua lignea di San Bartolomeo raffigurato con un coltello, poiché subì il martirio dello scorticamento. La statua viene portata in processione dai fedeli il 25 agosto dopo essere scesi al torrente Capo la Vena per bagnarsi secondo un rituale molto antico, per poi portare l'effigie del santo nella chiesa del paese, dove rimane fino al secondo sabato di settembre.